# Válor
Válor é um município da Espanha na província de Granada, comunidade autónoma da Andaluzia, de área 59 km² com população de 673 habitantes (2007) e densidade populacional de 13,09 hab/km².

## Demografia
| Variação demográfica do município entre 1991 e 2004 | Variação demográfica do município entre 1991 e 2004 | Variação demográfica do município entre 1991 e 2004 | Variação demográfica do município entre 1991 e 2004 |
| --------------------------------------------------- | --------------------------------------------------- | --------------------------------------------------- | --------------------------------------------------- |
| 1991                                                | 1996                                                | 2001                                                | 2004                                                |
| 1126                                                | 1024                                                | 880                                                 | 768                                                 |